# Синьцзинь
Синьцзи́нь (кит. упр. 新津, пиньинь Xīnjīn, буквально: «новый брод») — район городского подчинения города субпровинциального значения Чэнду провинции Сычуань (КНР).

## История
При империи Северная Чжоу в 557 году был создан уезд Синьцзинь (新津县).
В 1950 году был образован Специальный район Вэньцзян (温江专区), и уезд вошёл в его состав. В 1951 году уезд был передан в состав Специального района Мэйшань (眉山专区), но в 1953 году возвращён в Специальный район Вэньцзян. В 1960 году уезд Синьцзинь был присоединён к уезду Даи, но в 1962 году воссоздан. В 1970 году Специальный район Вэньцзян был переименован в Округ Вэньцзян (温江地区). В 1983 году округ Вэньцзян был расформирован, и уезд Синьцзинь перешёл под юрисдикцию Чэнду.
Постановлением Госсовета КНР от 19 июня 2020 года уезд Синьцзинь был преобразован в район городского подчинения

## Административное деление
Район делится на 1 уличный комитет, 10 посёлков и 1 волость.